# Scrophularia grandiflora
Scrophularia grandiflora är en flenörtsväxtart. Scrophularia grandiflora ingår i släktet flenörter, och familjen flenörtsväxter.

## Underarter
Arten delas in i följande underarter:
- S. g. grandiflora
- S. g. reuteri